# Taizy
Taizy ist eine französische Gemeinde mit 101 Einwohnern (Stand: 1. Januar 2022) im Département Ardennes in der Region Grand Est. Sie gehört zum Arrondissement Rethel, zum Kanton Château-Porcien und zum Gemeindeverband Pays Rethélois.

## Geografie
Die Gemeinde liegt am Ufer des Flusses Aisne und am parallel verlaufenden Canal des Ardennes, die die nördliche Gemeindegrenze bilden. Umgeben wird Taizy von den Nachbargemeinden Avançon im Süden, Château-Porcien im Westen und Norden sowie von Barby im Nordosten und Nanteuil-sur-Aisne im Osten.

## Bevölkerungsentwicklung
| Jahr                       | 1962 | 1968 | 1975 | 1982 | 1990 | 1999 | 2006 | 2012 | 2018 |
| Einwohner                  | 124  | 125  | 102  | 105  | 112  | 109  | 108  | 112  | 106  |
| Quellen: Cassini und INSEE |      |      |      |      |      |      |      |      |      |

## Sehenswürdigkeiten
- Kirche Saint-Maurice